# Arnaldo Malheiros
Arnaldo Malheiros é um advogado brasileiro. 

## Carreira
Formou-se em direito pela Faculdade de Direito da Universidade de São Paulo em 1950.
Desde 1980 é membro do Instituto dos Advogados de São Paulo, e desde 2003 é membro honorário do Instituto de Direito Político e Eleitoral. 
Autor de  "Legislação Eleitoral e Organização Partidária" (em colaboração com Geraldo da Costa Manso) (1955) e  "Manual das  Eleições Municipais" (1963).
Em 2005 foi homenageado pelo TRE paulista com o Colar do Mérito Eleitoral.
É pai do advogado criminalista Arnaldo Malheiros Filho.

### Obras publicadas
Autor  dos  livros e revistas
- Revista dos Tribunais
- Legislação Eleitoral  e Organização  Partidária (1955) - em colaboração com  Geraldo da  Costa Manso
- Manual das  Eleições Municipais (1963).